# Marcel Brillouin
Louis "Marcel" Brillouin (19 de diciembre de 1854 - 16 de junio de 1948) fue un físico y matemático francés que realizó una gran contribución al desarrollo de la mecánica cuántica.

## Biografía

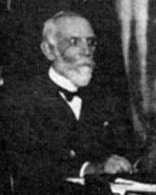
Marcel Brillouin en la primera Conferencia Solvay de 1911.

Nacido en Melle, Deux-Sèvres, Francia, su padre fue un pintor que se trasladó a París cuando Marcel era un niño. Allí asistió al Lycée Condorcet. La familia Brillouin regresó a Melle durante la Guerra Franco-prusiana de 1870. Allí aprendió mucho de los libros de filosofía de su abuelo. Tras la guerra, regresó a París e ingresó a la École Normale Supérieure en 1874 para graduarse en 1878. Se convirtió en físico adjunto en el Collège de France, mientras que al mismo tiempo trabajaba para su doctorado en matemática y física, el cual obtuvo en 1881. Luego Brillouin mantuvo puestos sucesivos como profesor adjunto de física en las universidades de Nancy, Dijon y Toulouse antes de regresar a la École Normale Supérieure de París en 1888. Luego, fue profesor de Física Matemática en el Collège de France de 1900 a 1931. 
Durante su carrera fue autor de cerca de 200 papeles teóricos y experimentales en una gran escala de temas que incluyen teoría cinética de los gases, viscosidad, termodinámica, electricidad y la física de condiciones fundidas. Como trabajos más destacados podemos nombrar:
- construir un nuevo modelo del balance de Eötvös,
- escribir sobre el movimiento Helmholtz y la estabilidad de un avión,
- trabajar en la estructura atómica del modelo atómico de Niels Bohr. Sus resultados fueron más tarde usados por de Broglie y Erwin Schrödinger,
- trabajar en una teoría de la marea.

Su hijo Léon Brillouin, también tuvo una carrera prominente en la física.